# Grace Carpenter Hudson
Grace Carpenter Hudson   (Comtat de Mendocino, 21 de febrer de 1865 - Comtat de Mendocino, 23 de març de 1937) va ser una pintora estatunidenca. Va ser coneguda nacionalment durant tota la seva vida per una sèrie de més de 684 retrats dels indis Pomo locals. El seu primer quadre va ser National Thorn (Espina nacional), després del seu matrimoni el 1891, i el darrer el 1935.

## Joventut
Grace Carpenter va néixer el 21 de febrer de 1865 a Potter Valley, Califòrnia. La seva mare, Helen McCowen, va ser una de les primeres professores de l'escola blanca que va educar els nens indígenes Pomo i va ser fotògrafa de retrats comercials a Ukiah, Califòrnia. El seu pare, Aurelius Ormando Carpenter, va ser un fotògraf especialitzat en panoràmica i paisatges que va denunciar les primeres empreses frontereres del comtat de Mendocino, com la d'explotació forestal, el transport marítim i el ferrocarril. La seva àvia paterna era Clarina I. H. Nichols.
Als catorze anys, Grace va ser enviada a assistir a la recentment creada Escola de Disseny de San Francisco, una escola d'art que emfatitzava la pintura des de la natura més que no pas per la memòria o copiant obres existents. Als setze anys, va pintar un autorretrat que va ser premiat, de longitud completa i en gran manera, amb llàpis de cera. Mentre es trobava a San Francisco, va conèixer i es va escapar amb un noi de quinze anys, anomenat William Davis, que va molestar als seus pares i va acabar els seus estudis formals. El matrimoni només va durar un any.
De 1885 a 1890, Grace Carpenter Davis va viure amb els seus pares a Ukiah, pintant, ensenyant i realitzar il·lustracions per a revistes com Cosmopolitan i Overland Monthly. El seu treball en aquell moment no tenia un focus particular i incloïa gènere, paisatges, retrats i natures mortes en tots els mitjans. Posteriorment, en la seva carrera continuaria acceptant tasques d'il·lustració ocasional de revistes, incloses les de Sunset.

## Matrimoni amb John W. N. Hudson
El 1890, Grace es va casar amb John Wilz Napier Hudson, M.D. (1857-1936) que havia vingut a Califòrnia el 1889 des de Nashville, Tennessee per exercir de metge al Ferrocarril de San Francisco i del Pacífic Nord (SF&NP). La parella van compartir un gran interès per preservar i enregistrar la cultura nativa estatunidenca.

## Carrera professional
Grace Carpenter Hudson va pintar National Thorn (Espina nacional) el 1891; va ser seleccionada per ser presentada a la mostra de l'Associació d'Art de Minneapolis, on va resultar molt popular. El seu quadre Little Mendocino (El petit Mendocino) (un altre retrat infantil d'un pomo) va ser exposat a l'Edifici de l'Estat de Califòrnia a la Fira Mundial de Chicago de 1893. El quadre va rebre molta atenció i va obtenir una menció honorífica. El 1894, El petit Mendocino va ser penjat a la Fira Midwinter de San Francisco, produint més encàrrecs per a obres similars.
Cap al 1895, el creixent èxit de Grace com a artista popular portava més que prou diners perquè la parella visqués amb comoditat modesta. John Hudson va abandonar la seva pràctica mèdica per estudiar als indígenes pomo i seguir els seus profunds interessos en l'arqueologia i l'etnografia. La seva col·lecció de cistelles índies de Califòrnia i altres artefactes nadius americans es poden trobar a la Smithsonian Institution, al Field Museum of Natural History de Chicago, al museu de Brooklyn i al Grace Hudson Museum a Ukiah, la col·lecció de recerca es basa en els seus manuscrits i correspondència.
En un escrit de 1895 de The San Francisco Call, que Grace va reimprimir al número de The New York Times del 5 de novembre de 1895, titulat Very Hard to Get Papooses to Pose (És molt difícil obtenir papooses per a posar), Grace detalla el seu mètode per fotografiar o pintar els nadons pomo sense el coneixement de la seva mare, i probablement contra la seva voluntat, mitjançant enganys. Grace relata que, a causa de la creença indígena que ser dibuixada o fotografiada derivaria en un resultat negatiu, havia d'utilitzar elaborats enginys per accedir als nadons en privat.
Grace va fotografiar i documentar minuciosament cadascuna de les seves obres des d'aquest moment; es preocupava de la proliferació de còpies falsificades que s'elaboraven. Les seves notes tenien com a objectiu establir els seus drets d'autora. Cadascuna de les seves obres està numerada per seqüència. Sovint utilitzava la càmera com a base inicial per als seus retrats a l'oli, ja que permetia capturar ràpidament el subjecte humà. Es va esforçar per ocultar aquesta còmoda pràctica al món de l'art, ja que era considerat un mètode inferior en aquell moment.
El 1900-1901, Grace Hudson s'havia esgotat de la demanda de les seves pintures populars; va prendre unes vacances en solitari al territori de Hawaii, relaxant-se i refrescant-se. Mentre hi va estar, va completar 26 pintures d'escenes de l'illa i de japonesos, xinesos i hawaians. Mentre Grace es trobava lluny, John Hudson es va convertir en l'etnòleg de la Costa del Pacífic del Field Columbian Museum, documentant activitats natives del nord de Califòrnia, incloent un estudi extensiu sobre els mètodes d'atrapament dels peixos aborígens.
Tornant a terra ferma, Grace es va unir amb el seu marit i va reprendre la feina proporcionant retrats sentimentals de pomo a compradors ansiosos i també acompanyant a John en gran part del seu treball de camp. El 1902, va pintar un retrat d'un noi pawnee; John Hudson havia estat treballant per documentar els pawnee en la seva tasca al Field Columbian Museum. El 1904, Grace Hudson va acceptar una comissió del Field Columbian Museum per a la seva residència al territori d'Oklahoma i pintar més imatges dels pawnee restants, un poble que havia estat gairebé esborrat per contacte amb malalties europees. Allà va conservar els caps de les tribus i els ancians sobre tela i negatius fotogràfics. Alguns dels artefactes i pintures de Grace de Hudson van ser destruïts al calamitós incendi de San Francisco després del terratrèmol de 1906 mentre es trobaven a Oklahoma.

## El Museu de Grace Hudson i La Casa del Sol
Tornant a Califòrnia, Grace i John Hudson van viure la resta dels seus dies dirigint un modest estil de vida bohemi col·leccionant, viatjant, realitzant treballs de camp, llegint, entreteniment, fotografiant i pintant, vivint a The Sun House (la casa del sol), a Ukiah, un bungalou artesà d'estil californià que van dissenyar i van construir amb fusta vermella el 1911. Els Hudsons van adoptar el símbol solar hopi com a símbol familiar; La Casa del Sol mostra l'emblema de manera destacada a la porta. John Hudson va morir allí el 1936. Grace Hudson va morir allí el 24 de març de 1937.

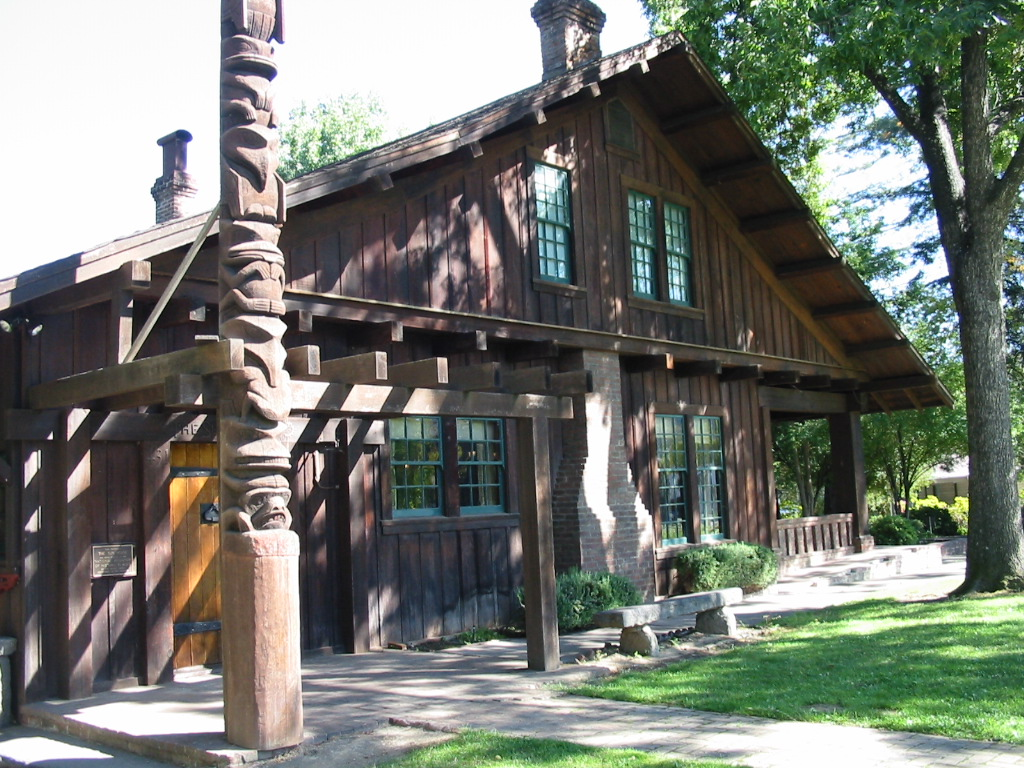
The Sun House (la casa del sol) contenia un gran estudi de pintura per a Grace, un petit estudi de lectura per a John i uns modestos espais habitables per a tots dos
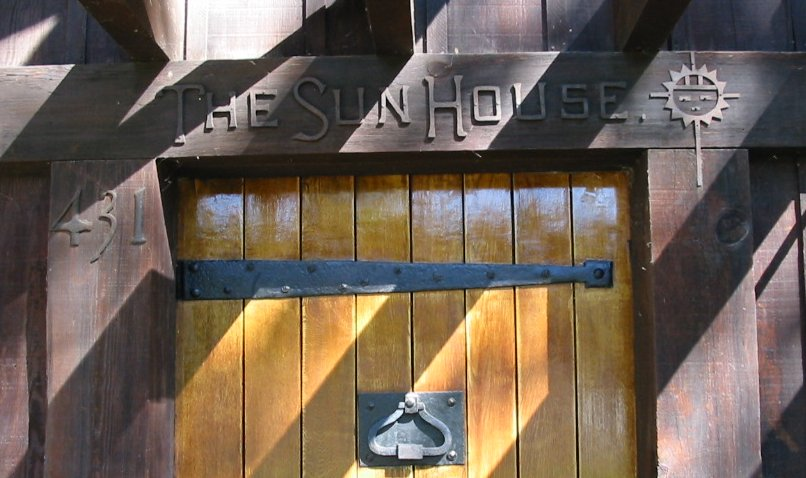
Símbol de Sol hopi sobre la porta de La Casa del Sol

Sense fills propis, Grace Hudson va deixar La Casa del Sol i la seva terra al seu nebot, Mark Carpenter. Carpenter va conservar la casa i els seus 30.000 objectes col·leccionats per a la posteritat, i més tard va donar la casa i el contigu Museu de Grace Hudson a la ciutat d'Ukiah per a la seva gestió. Avui en dia, La Casa del Sol és la Fita Històrica de Califòrnia núm. 926 i figura en el Registre Nacional de Llocs Històrics. La casa i el museu es troben al parc Hudson-Carpenter de la ciutat. El lloc web del museu diu de Grace Hudson que «... la seva obra gaudeix d'un interès i un reconeixement renovats per les seves fines i simpàtiques representacions dels nadius».

## Galeria d'imatges

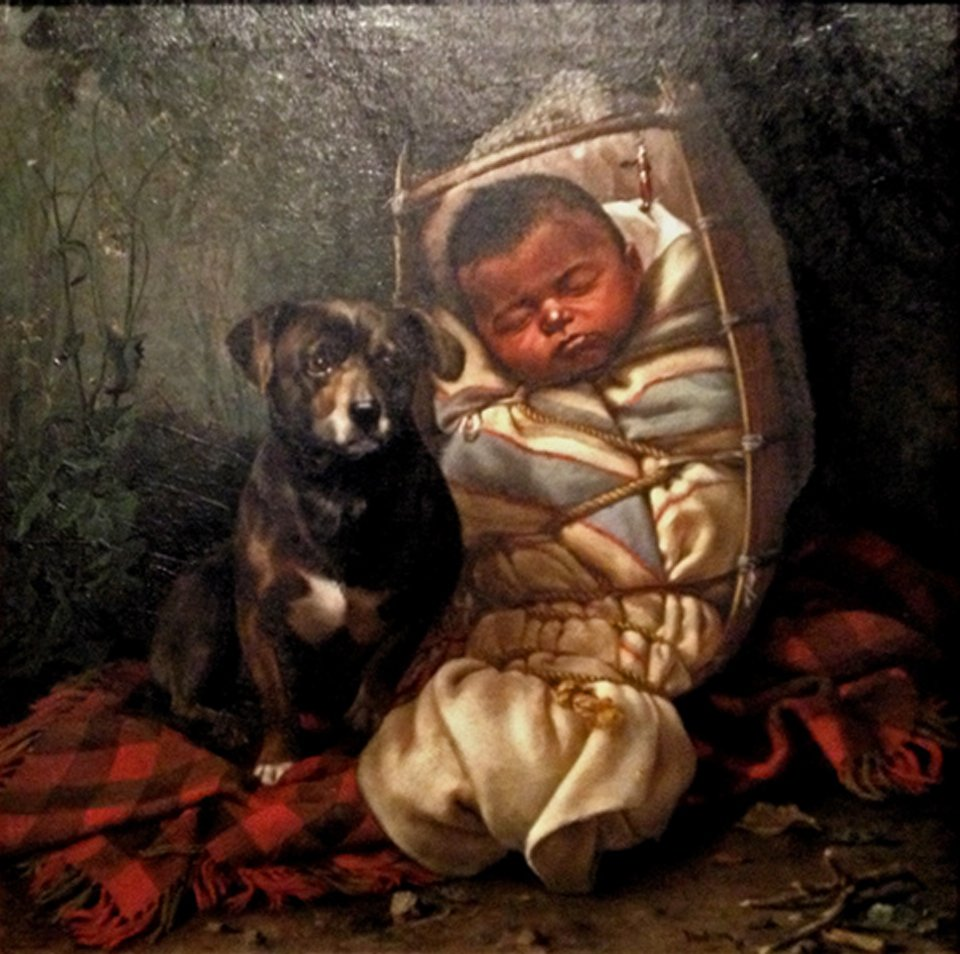
Espina nacional, 1891
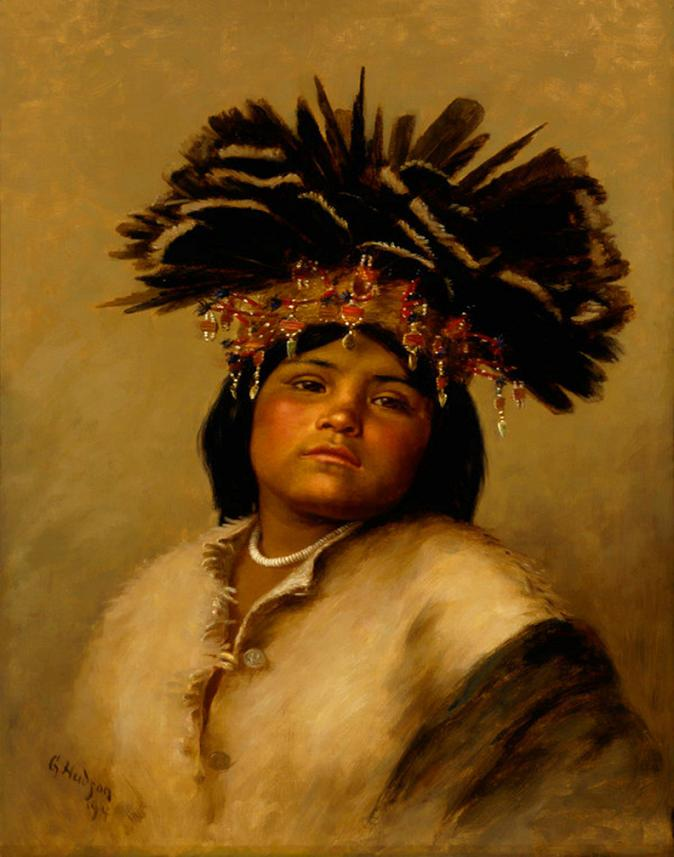
To-Tole (L'estrella), 1894
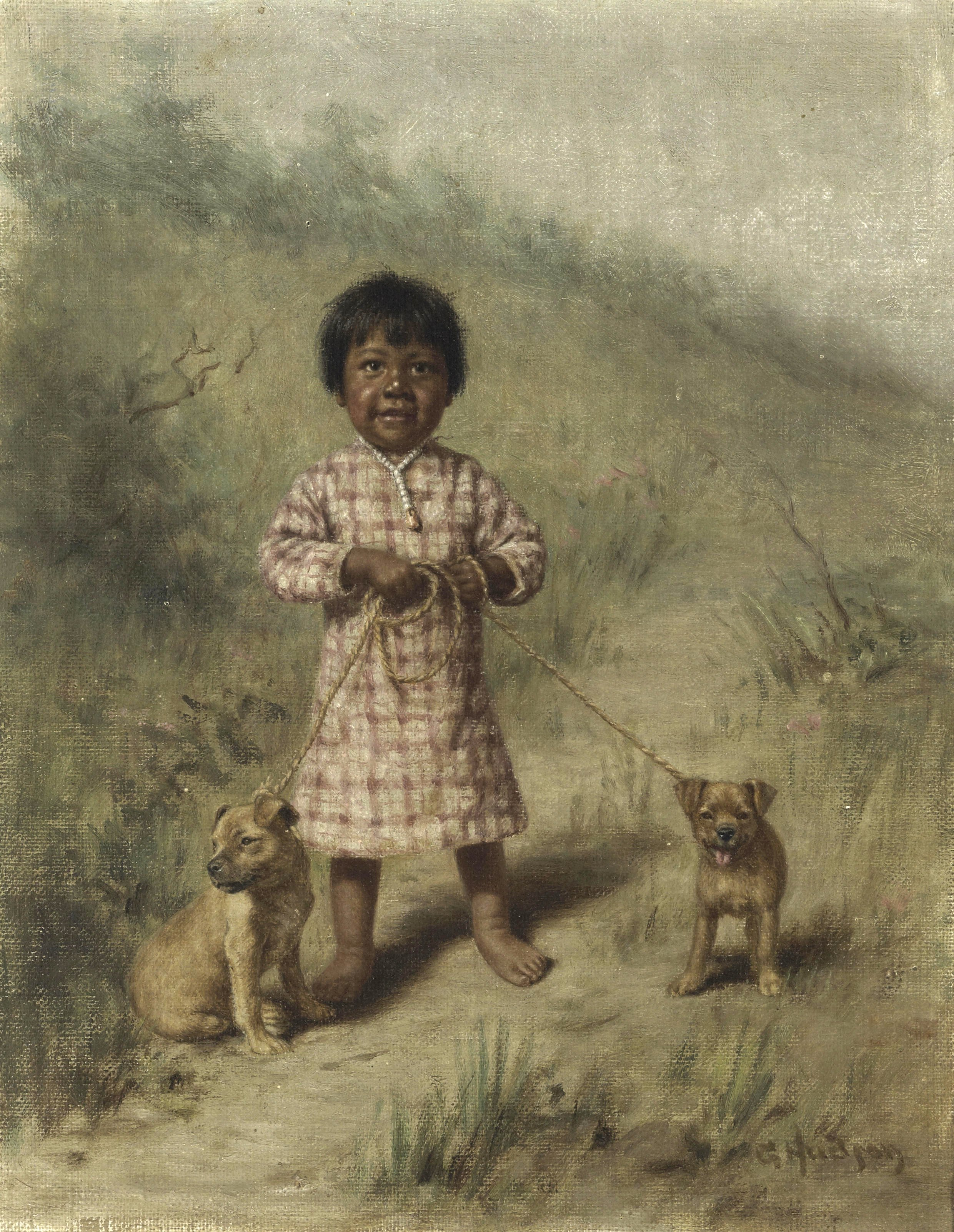
Greenie amb dos cadells grocs, 1896
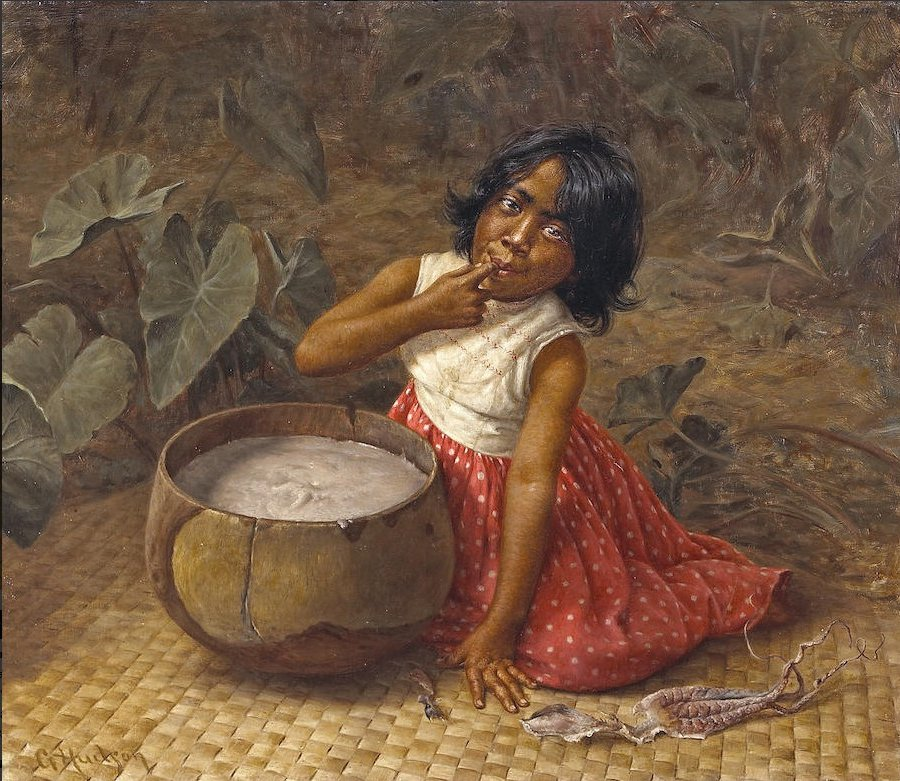
Una kamaaina, 1901
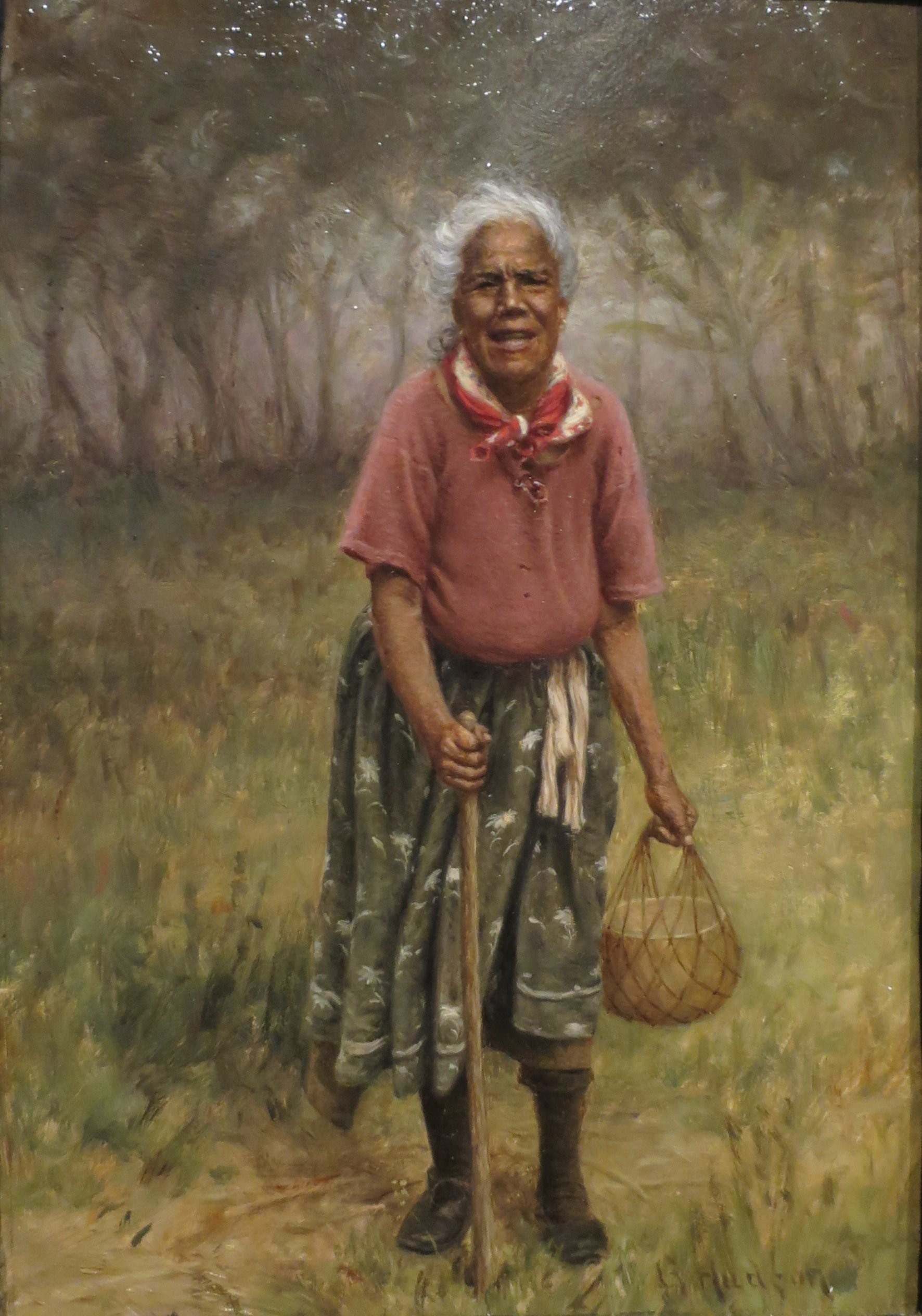
Aloha, 1901

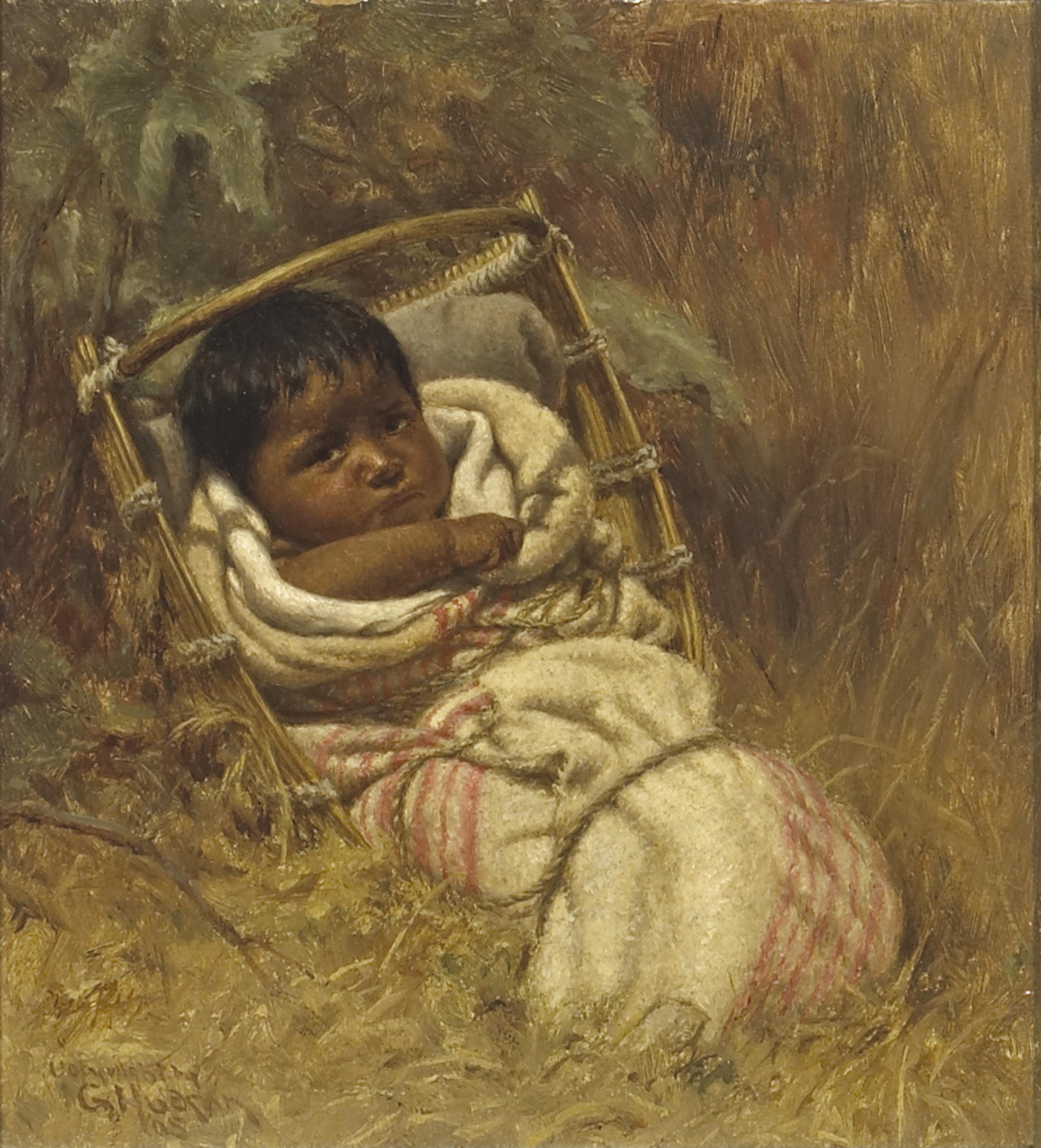
Moments ansiosos, 1905
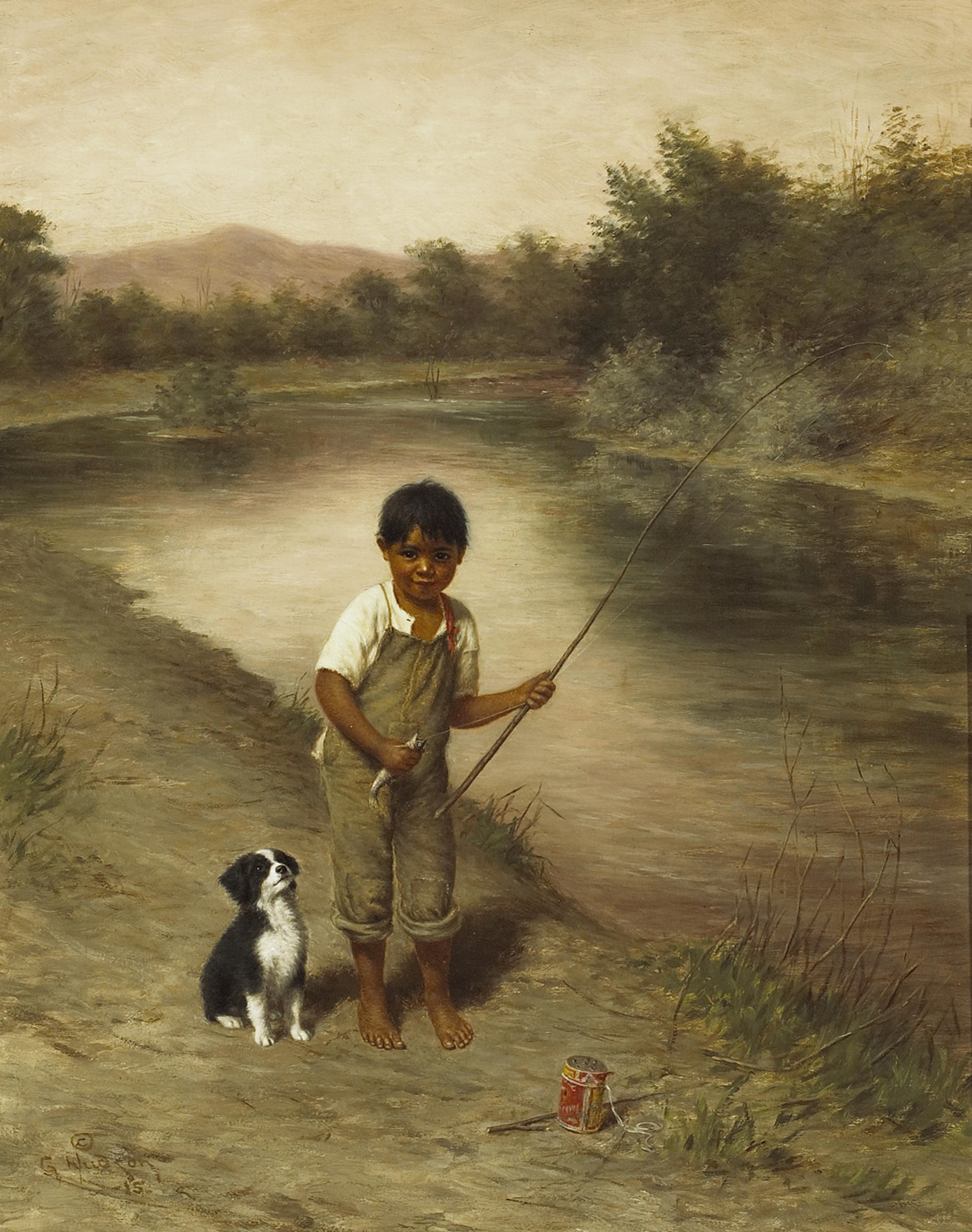
Ho vam aconseguir, 1915
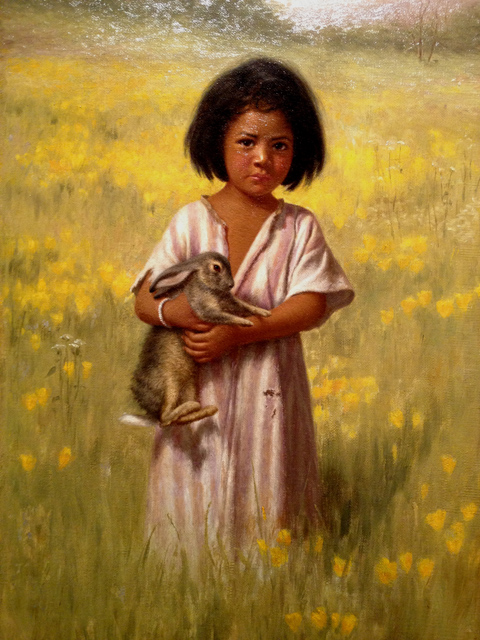
El petit Jack, 1916
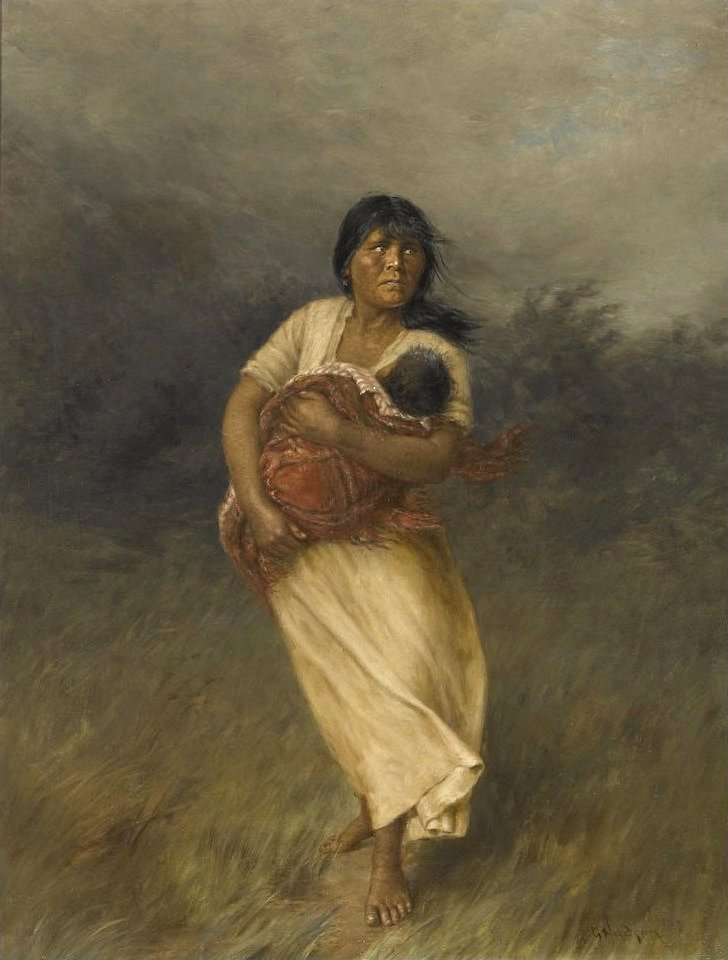
Tornant a la seva tribu
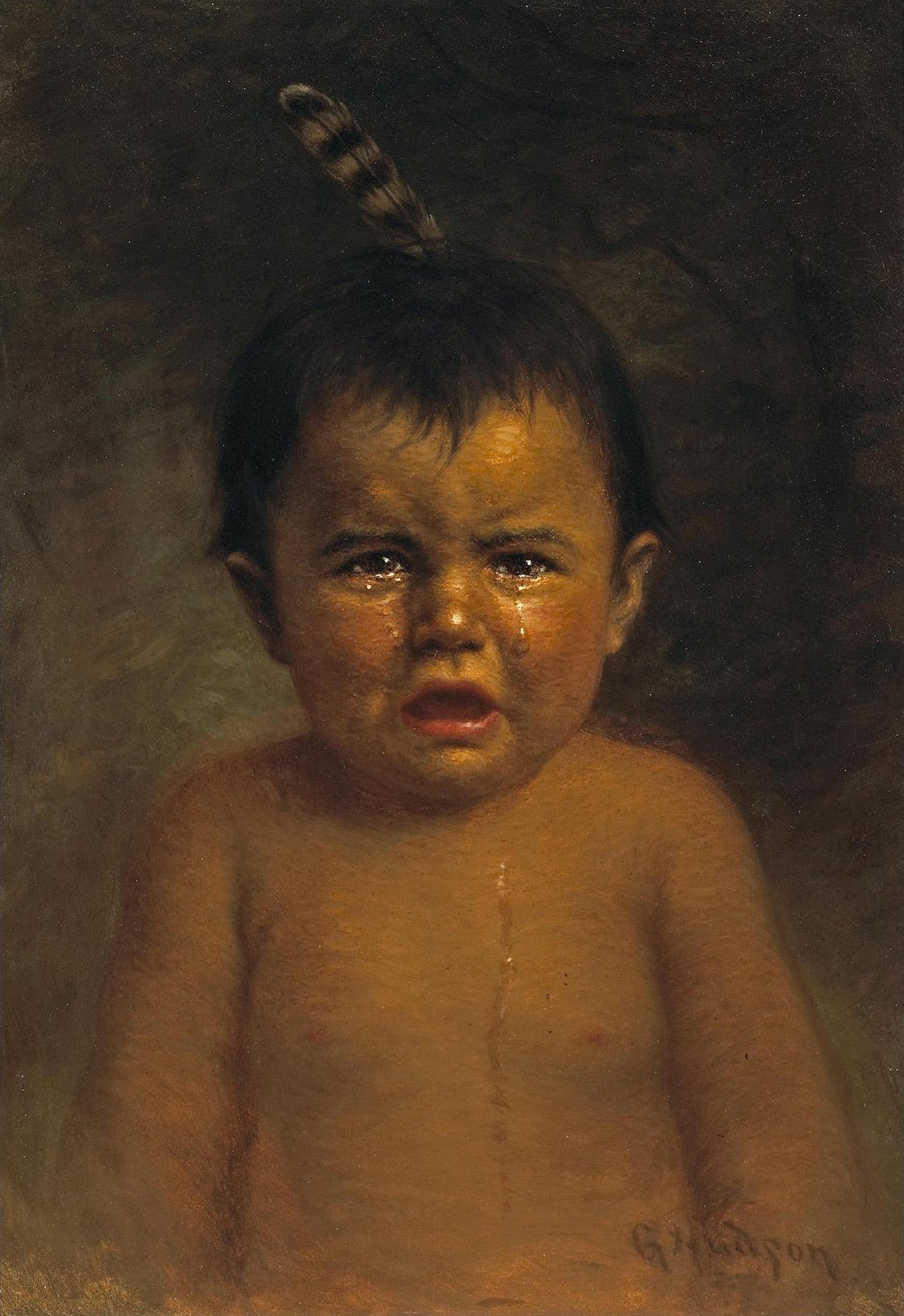
Nen plorant